# Hr.Ms. Braga (1879)
De Hr.Ms. Braga was een Nederlandse door stoom aangedreven kanonneerboot van de Thorklasse gebouwd door de scheepswerf Christie, Nolet en Kuiper uit Delfshaven. In 1914 is het schip omgebouwd tot mijnenvisser en werd later geherklasseerd als rivierkanonneerboot.
Tijdens het uitbreken van de Tweede Wereldoorlog was de Braga nog in dienst als rivierkanonneerboot. Het schip is uiteindelijk op 10 mei 1940 bij fort Pannerden op de Waal aan de grond gezet. Vermoedelijk is het schip gedurende de bezetting verschroot door de Duitse bezetter.